# 内特尔塞
内特尔塞是德国石勒苏益格－荷尔斯泰因州的一个市镇。总面积6.47平方公里，总人口421人，其中男性203人，女性218人（2011年12月31日），人口密度65人/平方公里。